# Ed McIlvenny
Ed McIlvenny (Greenock, Skócia, 1924. október 21. – 1989. május 18., Eastbourne, Anglia) skót labdarúgó.

## Karrierje
A Skóciában született McIlvenny a futballt szülővárosában, a Greenock Mortonban (akkoriban egyszerűen Morton) kezdte. Ezt követően a walesi Wrexhamhez igazolt, ám itt mindössze hét meccsen játszott.
1948-ban testvérével az Amerikai Egyesült Államokba költözött, így itt folytatta futballkarrierjét, a Philadelphia Nationals csapatában. Jó teljesítményének és az akkori jóval lazább szabályozásnak köszönhetően skót létére bekerült az amerikai válogatott 1950-es vb-re utazó keretébe. Részt vett például az amerikai labdarúgás egyik legemlékezetesebb meccsén, az angolok legyőzésekor, ahol csapatkapitányként vezethette ki az amerikaiakat, „mert brit volt”.
Végül soha nem lett amerikai állampolgár, ugyanis rögtön a vb után visszatért Angliába, ugyanis a nagynevű Manchester United menedzsere, Matt Busby figyelt fel a játékára. A „vörös ördögöknél” végül csak két meccsen lépett pályára. Ezt követően megfordult még a Waterford Unitednél és a Headingtonnál, majd visszavonult, és futballiskolát nyitott.
1976-ban, csapattársaival együtt az amerikai labdarúgó-hírességek csarnoka tagja lett, emellett viszont tagja a Scottish Football Museum-nak is.